# Nyer
Nyer is een gemeente in het Franse departement Pyrénées-Orientales (regio Occitanie) en telt 182 inwoners (2005). De plaats maakt deel uit van het arrondissement Prades.

## Geografie
De oppervlakte van Nyer bedraagt 33,0 km², de bevolkingsdichtheid is 5,5 inwoners per km².

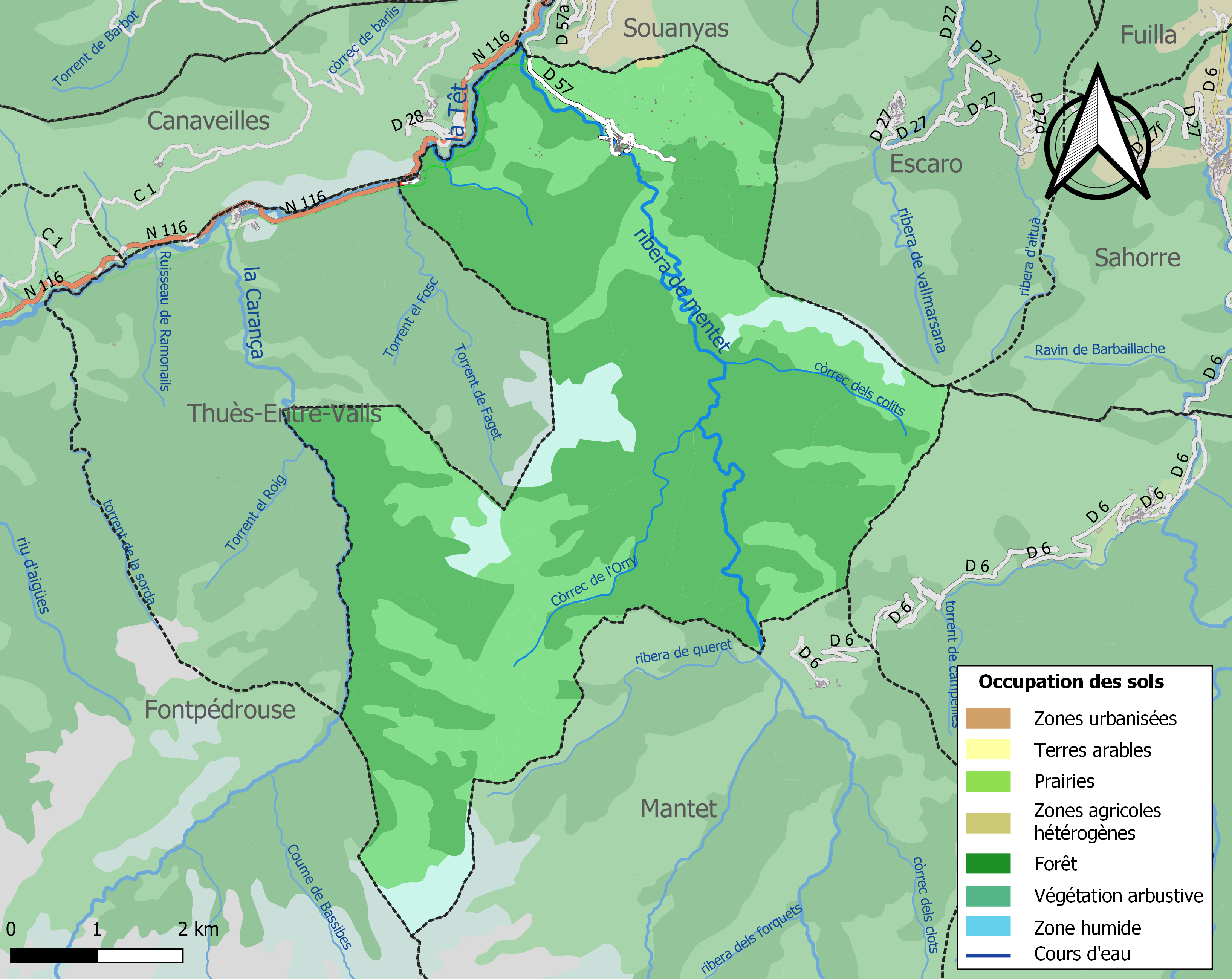
Kaart van de gemeente met de belangrijkste infrastructuur, bodemgebruik en omliggende gemeenten

## Verkeer en vervoer
In de gemeente ligt spoorwegstation Nyer op het traject van de spoorlijn Villefranche-Vernet-les-Bains - Latour-de-Carol (in de volksmond de 'Gele trein').

## Demografie
Onderstaande figuur toont het verloop van het inwonertal (bron: INSEE-tellingen).